# Amerikaanse grijze ruiter
De  Amerikaanse grijze ruiter (Tringa incana synoniem: Heteroscelus incana) is een vogel uit de familie van snipachtigen (Scolopacidae). Deze vogel lijkt op een tureluur en broedt in het oosten van Siberië en het noorden van Noord-Amerika. Na de broedtijd trekken zij naar de kusten van landen in Zuid-Amerika en eilanden in de Grote Oceaan tot Australië.

## Herkenning

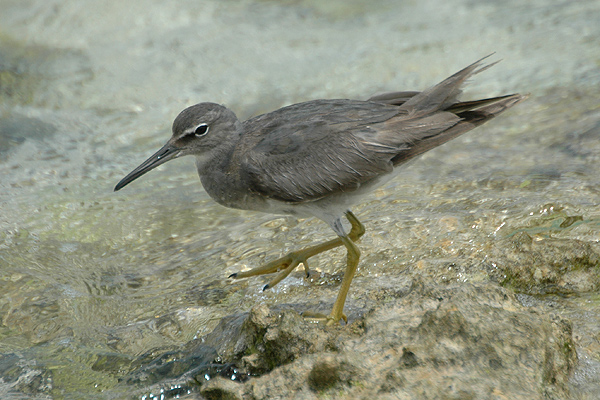
Siberische grijze ruiter in winterkleed

de Amerikaanse grijze ruiter is 26,5 tot 28,5 cm lang. In de broedtijd heeft de vogel fijne horizontale lijntjes op de borst. Het verschil met de Siberische grijze ruiter is dat de streepjes op de borst meer uitgesproken zijn en doorlopen tot op de buik. Verder heeft de Amerikaanse grijze ruiter een duidelijke zwarte oogstreep, witte wenkbrauwstreep en een donkere kruin. De snavel is kaarsrecht en donker. De poten zijn vuilgeel tot groen. Buiten de broedtijd is de borst egaal lichtgrijs gekleurd, naar de buik toe geleidelijk overgaand in vuilwit.
Beide soorten, de Siberische en de Amerikaanse grijze ruiter hebben geen tekening op de vleugel en daarmee onderscheiden zij zich van de andere soorten uit het geslacht Tringa.

## Verspreiding en leefgebied
De Amerikaanse grijze ruiter broedt in het oosten van Siberië, Alaska en Noord-Canada. In de winter trekt de vogel naar zeekusten van Midden- en Zuid-Amerika en eilanden in het westelijk deel van de Grote Oceaan tot in Nieuw-Zeeland en (minder) Australië. Hij houdt zich dan op aan rotsige kusten, koraalriffen, kreken in mangrovebossen en stranden.

## Status
De Amerikaanse grijze ruiter heeft een groot verspreidingsgebied en daardoor alleen al is de kans op de status kwetsbaar (voor uitsterven) gering. De grootte van de populatie wordt geschat op 10.000 to 25.000 individuen. Dit aantal is stabiel. Om deze redenen staat deze steltloper als niet bedreigd op de Rode Lijst van de IUCN.
In Australië staat deze steltloper op de lijst van Migratory Species (trekvogels) uit de Environment Protection and Biodiversity Conservation Act 1999 (vergelijkbaar met de Nederlandse Flora- en faunawet).